# 25e brigade de cavalerie aérienne (Pologne)
 (novembre 2024).
La 25e brigade de cavalerie aérienne est une brigade d'assaut aérien des forces terrestres polonaises, formée en 1999. L'unité est basée à Tomaszów Mazowiecki. Son parrain est Józef Poniatowski.

## Galerie
|                                                    |
| La brigade durant un exercice tactique d'endurance |

|              |
| Entrainement |

|                |
| Bâtiment du QG |

| |
| La garde cérémoniale de la 25e brigade de cavalerie aérienne à Tomaszów Mazowiecki lors de la cérémonie municipale ( Juin 2019 ) |